# Rosa pubicaulis
Rosa pubicaulis — вид рослин з родини трояндових (Rosaceae).

## Опис
Кущ 20–30(35) см заввишки.

## Поширення
Вид зростає на Північному Кавказі — у Червоній книзі Краснодарського краю; також наводиться для заходу Південного Кавказу.